# Rawls Springs
Rawls Springs – jednostka osadnicza w Stanach Zjednoczonych, w stanie Missisipi, w hrabstwie Forrest.